# Esse quam videri
Esse quam videri:
(بالأنجليزية: "To be, rather than to seem ") وهي عبارة لاتينية تعني «أن تكون، بدلا من أن تبدو». وتسخدم كشعار للعديد من المجموعات.

## التاريخ
يرجع مصدر هذه العبارة إلى مقال لشيشرون عن «الصداقة» "De Amicitia" (باللاتينية:
"Virtute enim ipsa non tam multi praediti esse quam videri volunt")
وتعني «قليلون هم أولئك الذين يرغبون في أن يهبوا الفضيلة بدلا من أن يبدو كذلك»).

استخدام سالوست هذه العبارة موجهة إلى كاتو الأصغر قائلا ("esse quam videri bonus malebat" «يفضل أن تكون جيدا بدلا من أن يبدو ذلك»).

استخدامها أيضا مكيافيلي ولكنه عكس العبارة ("videri quam esse" ان تبدو بدلا من أن تكون).

## أستخدام الشعار

### كارولينا الشمالية

ختم ولاية كارولينا الشمالية

Esse quam videri : هي الشعار الرسمي لولاية كارولينا الشمالية المعتمد في 1893.
وحتي اعتماد العبارة كشعار رسمي كانت الولاية من الولايات القليلة التي لاتملك شعار حتي إعلان الأستقلال وكانت الوحيدة من ضمن الولايات الثلاثة عشر.

### المدارس والكليات
- كلية رويال هولواي، جامعة لندن
- جامعة تامبا، تامبا، فلوريدا.

### الشركات
- مجموعة سواير[3]